# Lojong
Le lojong ou lodjong (« entraînement de l’esprit » en tibétain : བློ་སྦྱོང་, Wylie : blo sbyong) est une pratique bouddhiste permettant de développer l'esprit d'éveil (bodhicitta).
Les principes ont été introduits au Tibet par le maître indien Atisha (XIe siècle) qui en avait reçu la transmission de Serlingpa en Indonésie. Systématisés au XIIe siècle au Tibet sous la forme de 59 maximes par Chekawa Yeshe Dorje (en) dans son texte Sept points de l'entraînement de l'esprit, ces principes constituent autant d'instructions condensées du Mahayana. 

## Définition
« L'entraînement de l'esprit » correspond au terme tibétain lo-jong : lo signifie attitude, esprit, intelligence ; et jong signifie entraîner, purifier, apporter un remède, ou dégager.
La pratique de lojong implique de redéfinir, conceptualiser à nouveau et reprogrammer les intentions et la façon de penser d'un individu (par lui-même). Selon Pema Chödrön : « La notion de base du lojong est que l'on peut devenir ami avec ce que l'on rejette, ce que l'on considère comme "mauvais" en nous et chez les autres.En même temps, on pourrait aussi apprendre à être généreux avec ce que l'on chérit, ce que l'on considère comme "bon". Si on commence à vivre de cette manière, quelque chose en nous, qui a peut-être été enterré depuis longtemps commence à mûrir. Traditionnellement ce "quelque chose" est appelé bodhicitta, ou cœur éveillé. C'est quelque chose que l'on a déjà mais que l'on n'a pas forcement découvert. »
Les textes de base de la pratique du lojong sont conçus comme un ensemble de remèdes contre les habitudes mentales, la paranoïa et les idées fixes qui causent la souffrance. Selon Pema Chödrön : « Ces slogans ne sont ni théorique ni abstrait. Ils décrivent exactement qui nous sommes et ce qu'il nous arrive. Ils sont complètement en rapport avec comment on expérimente les choses, comment on établit un lien avec tout ce qui se produit dans nos vies. Comment on établit un lien avec la souffrance et la peur et le plaisir et la joie, et comment ces choses peuvent nous transformer pleinement et complètement. » Ils contiennent à la fois des suggestions de type « Bodhicitta absolus » pour élargir l'esprit, telle que Analyse la nature de l’intelligence non-née ou Considère les phénomènes perçus comme des rêves, et des suggestions de type « Bodhicitta relatifs » pour se connecter au monde de façon plus constructive, comme Sois reconnaissant envers tous.
Selon Jacques Vigne : « C’est un des textes spirituels tibétains les plus connus, une sorte d'équivalent de la Bhagavad-Gita pour les hindous. Comme elle, il associe différentes pratiques qui peuvent être effectuées tout en vivant dans le monde. De par la brièveté de ses maximes, on pourrait aussi le rapprocher des aphorismes du yoga de Patanjali. »

## Historique

### Atisha
La pratique du lojong s'est développée initialement sur une période de 300 ans entre 900 et 1200, dans le cadre de l'école bouddhiste Mahayana. Le moine du Bengale Atisha (983–1054), est généralement considéré comme le créateur de la pratique du lojong (la pratique est décrite dans son livre La lampe pour la voie), mais le contenu repose sur ses études avec un maître de Sumatra, Serlingpa, avec lequel il étudia pendant douze ans. Atisha risqua sa vie pendant son voyage jusqu'à Sumatra (lire "The Story of Atisha's Voyage to Sumatra") et s'exprima en ces termes aux disciples de Serlingpa venus l'accueillir : "Je suis venu ici pour chercher l'essence de l'existence humaine". Ensuite il retourna enseigner en Inde, mais à un âge avancé il accepta une invitation pour aller au Tibet, où il passa le reste de sa vie.
La tradition dit que Atisha, apprenant que les habitants du Tibet étaient très plaisants et sociables, au lieu d'être content de cela, fut préoccupé de ne pas avoir assez d'émotions négatives pour y travailler à sa pratique de lojong. Il amena donc avec lui son serviteur du Bengale qui avait mauvais caractère et qui, le critiquant constamment, était pénible à vivre. Les professeurs tibétains aiment bien alors dire que, lorsque Atisha arriva au Tibet, il réalisa qu'il n'avait pas besoin de son serviteur...
Selon le 1er dalaï-lama, lui-même une réincarnation de Drömtonpa (le principal disciple laïc d'Atisha), Atisha aurait hérité de trois maîtres : Maitriyogi, Dharmarakshita (Serlingpa) et Dharmakirti . L'enseignement des deux premiers fut intégré dans le lamrim (compilation de textes d'éveil spirituel bouddhistes) dès l’époque des trois nobles frères (Drömtonpa, Ngok Lekpai Sherab, Khutön Tsöndru Yungdrung) mais celui de Serlingpa, la tradition orale du lojong (ou "blo-ljong" en tibétain), « entraînement à l’esprit » au bodhicitta, encore appelé Instructions pour l’entraînement de l’esprit dans la tradition mahayana ("Theg-chen-blo-sbyong-gi-gdampa-pa") se transmit secrètement jusqu’au geshé (lama) Kham Lungpa qui publia Huit leçons pour former l’esprit ("bLo-sbyong-thun-brgyad-ma"), premier texte de la littérature lojong; suivirent Huit versets pour former l’esprit (bLo-sbyong-tshig-brgyad-ma) du geshé Langri Tangpa (1054-1123), Explication publique ("Tshogs-bshad-ma") de Sangye Gompa, Sept points pour former l’esprit ("bLo-sbyong-don-bdun-ma") du geshé Chekhawa, et d’autres. Il en existe une anthologie : Cent textes pour former l’esprit ("bLo-byong-brgya-rtsa").

### Chekawa Yeshe Dorje
Les maximes du lojong moderne ont été composés par Chekawa (1101–1175). On raconte que Chekawa vit un texte sur le lit de son confrère de cellule, ouvert sur la phrase : gain et victoire pour les autres, perte et défaite pour moi. Cette phrase le frappa et il chercha son auteur, Langri Tangpa (1054–1123). Quand il le trouva, celui-ci était mort, mais il étudia avec un de ses disciples, Sharawa, pendant douze ans. On dit que Chekawa aurait guéri des lépreux avec le lojong. Dans un de ses récits, Chekawa s'en fut vivre avec un groupe de lépreux et pratiqua le lojong avec eux. Graduellement plusieurs furent guéris, d'autres accoururent, et éventuellement des non lépreux commencèrent à y prendre intérêt. Une autre histoire populaire sur Chekawa concerne son frère et comment il devint une personne plus bienveillante grâce au lojong.

### AuXXesiècle
En s'inspirant des principes du lojong, dans le livre Transformer son esprit, le 14e dalaï-lama en développe les thèmes : culture de la compassion, comportement équilibré à l'égard de soi-même et des autres, construction d'une pensée vertueuse, transformation des situations négatives en moyens d'évoluer vers l'éveil. Cette discipline intérieure a un objectif : apprendre à distinguer l'important du superflu et, au bout de la voie, trouver le bonheur et la sérénité.
Il s’agissait d’un des textes préférés de Dilgo Khyentsé Rimpoché, le maître de Matthieu Ricard, et c'est le dernier texte qu’il ait enseigné à un public d'occidentaux.
Les maîtres tibétains contemporains et professeurs occidentaux qui ont popularisé cette pratique en Occident incluent Chogyam Trungpa Rinpoche, Ken McLeod, Alan Wallace, Pema Chödrön et Osho (Rajneesh). Par exemple, dans le livre L'entraînement de l'esprit, Chögyam Trungpa a aussi repris ces enseignements en les commentant. Selon lui, cela représente une méthode d'entraînement de l'esprit s'appuyant à la fois sur la pratique formelle de la méditation et sur la prise en charge des événements de la vie quotidienne.

## Maximes des sept points de l'entraînement de l'esprit
Un des commentaires importants sur la pratique du lojong a été écrit par Jamgon Kongtrul (un des fondateurs du mouvement Rime) au XIXe siècle.
La liste des maximes ci-dessous est une traduction possible de son texte original tibétain, avec des précisions de Jacques Vigne en italique.

### Enseignements sur la fondation: les préliminaires
- Commence par pratiquer les préliminaires :

1. la vie humaine est rare et précieuse de loisirs et d'opportunités ;
2. la mort et l'impermanence ;
3. la nature frustrante du cycle de l’existence ;
4. le karma.

### La pratique principale: l'entraînement au bodhicitta

#### Bodhicitta ultime
- Considère les phénomènes perçus comme des rêves.
- Examine la nature de l'intelligence non-née (ou) Analyse la nature non-née.
- Même ce qui fut remède s’élimine de soi-même.
- Rester alors en la nature de la conscience est l’essence de la voie (ou) Repose dans la nature de l'alaya, l'essence.
- Entre les méditations, traite toute chose comme une illusion.

#### Bodhicitta relatif
- À l'inspiration, accepte dans ton cœur tout le malheur, la douleur et la négativité du monde entier, et les tiens. À l'expiration, donne toute ta joie et ton bonheur au monde et à toi-même. (ou) Pratique alternativement le donner et le recevoir (tonglen) / L'un et l'autre doivent chevaucher le souffle.
- Trois objets, trois poisons (attachement, aversion, indifférence), mais trois sources de vertus.
- Incite-toi au rappel en toute activité en t’entraînant par des maximes.
- La séquence du donner-et-recevoir commence par soi-même.

### Transformation de l'adversité en voie d'éveil
- Quand habitacle et habitants sont pleins de maux, transforme toutes les mésaventures en voie d’éveil.
- Ramène à toi tous les blâmes.
- Sois reconnaissant envers tous.
- Vivre les illusions/les confusions comme les quatre corps de Bouddha est l’absolue protection par la vacuité.
- Les quatre pratiques sont la meilleure des méthodes :

1. accumuler des mérites ;
2. purifier les vices ;
3. faire des offrandes aux esprits ;
4. faire des offrandes aux Protecteurs du dharma.

- Applique la pratique à tout ce qui survient.

### Application de la pratique dans tous les aspects de la vie
- Travaille avec les cinq forces, qui sont :

1. la motivation (ou) détermination ferme ;
2. l'entraînement (à ce que tu veux faire et être) (ou) familiarité ;
3. la culture des semences positives (ou) graine de vertu ;
4. la renonciation à l'ego (ou) reproche ;
5. l'aspiration (dédier son propre mérite pour le bénéfice des autres).

- Au moment de la mort : la réconciliation avec celle-ci est aussi les cinq forces. (ou) Les instructions mahayana pour expulser la conscience au moment de la mort / Sont les cinq forces ; ta pratique est importante.

### Évaluation de l'entraînement de l'esprit
- Tous les enseignements se résument en un seul.
- Des deux témoignages, retiens le principal.
- Garde toujours un état d’esprit joyeux.
- Qui pratique même distrait est bien entraîné.

### Discipline de l'entraînement de l'esprit
- Entraîne-toi toujours à pratiquer les trois principes :

1. garder les promesses faites ;
2. ne pas faire de démonstration ostentatoire ;
3. avoir une patience impartiale.

- Change ton attitude tout en restant toi-même.
- Ne parle pas des membres estropiés.
- Ne t'attarde pas sur les agissements d'autrui.
- Travaille sur ta plus grande imperfection d'abord.
- Abandonne tout espoir de fruit.
- Abandonne les mauvaises nourritures.
- Ne sois pas si prévisible.
- Ne médis pas d’autrui.
- N'attend pas l’occasion de te venger.
- Ne prend pas plaisir aux paroles malicieuses.
- Ne transfère pas la charge du bœuf sur l’âne.
- Ne sois pas dans l'esprit de compétition.
- N'agit pas de façon détournée.
- Ne fais pas choir les dieux en démons.
- N'espère jamais un bonheur qui serait un malheur pour autrui.

### Guide de conduite
- Accomplis toutes les activités avec une même intention.
- Corrige tous les torts avec une même intention.
- Fais une action au début du jour et une à la fin.
- Quoi qu’il arrive de bon ou mauvais, accueille-le, dans les deux cas.
- Observe ta discipline, fût-ce au péril de ta vie.
- Reconnais tes émotions, accepte-les, puis transcende-les.
- Aie un guide qualifié, une bonne discipline, un mode de vie adéquat.
- Respecte ton guide, sois enthousiaste, garde le chemin.
- Concentre ton corps, ta parole et ton esprit vers la bonne voie.
- Du fond du cœur, n'exclue rien de ta pratique d'accueil.
- Médite toujours sur ce qui t'est pénible.
- Ne sois pas dépendant des circonstances extérieures.
- Pratique ce qui est essentiel maintenant.
- Ne laisse pas tes émotions troubler ta compréhension (ou) N'interprète pas faussement.
- Ne pratique pas avec intermittence.
- Entraîne-toi de tout cœur.
- Libère-toi par l'examen et l'analyse.
- Ne sois pas complaisant avec toi-même (ou) Ne t'apitoie pas sur ton sort.
- Ne sois pas jaloux.
- Ne sois pas inconséquent.
- Ne t'attends pas aux éloges.

## Sources bibliographiques
- Transformer son esprit, sur le chemin de la sérénité. Dalaï-lama, Yolande Du Luart (traduction), Essai (poche), 2003.
- L'entraînement de l'esprit et l'apprentissage de la bienveillance. Chögyam Trungpa, Points, 2008.
- La voie commence là où vous êtes, Pema Chödrön, La Table Ronde, 2000.
- (en) Mind Training: The Great Collection, Geshe Geshe Thupten Jinpa.
- (en) Lojong, Developing the Good Heart: Level 3 of The Steps to Buddhahood (Lam Rim) by The Asian Classics Institute.
- (en) Universal Compassion: Inspiring Solutions for Difficult Times (commentary on "Training the Mind in Seven Points" by Geshe Chekawa), Kelsang Gyatso.
- Lo Djong, La Voie vers l'Eveil, H.H Shamar Rinpoche, Rabsel Editions.